# Csengcsou
Csengcsou () a Kínai Népköztársaság Honan tartományának a fővárosa. A Csengcsoui egyházmegye püspöki székvárosa. Lakossága egy 2006-os felmérést szerint 7 243 000 főt számlált. Összterülete mintegy 7446,2 km².
2005-ben 23305 renminbi volt a város éves GDP-je. Jelentős az alma-, a paulownia-, a dohány-, a kukorica-, a pamut- és búzatermesztésük. Egyúttal Csengcsounak a Sárga-folyó révén fontos a halászata (ponty). Dinnyét termesztenek még. Xinzheng városa híres a gumicukoráról, Xingyang a szárított datolyaszilvájáról, Guangwu a gránátalmájáról és Zhongmu a fokhagymájáról.
1949 óta Csengcsou az egyik legfontosabb ipari város. Textilipara nagyon fejlett. Gyárilag előállított termékeik például a traktor, vasúti mozdonyok, a cigaretta, a műtrágya, húsipari termékek. Gyártanak még mezőgazdasági gépeket és villamos berendezéseket is.

## Földrajz
Csengcsou északi oldalán található a Sárga-folyó. Luoyang nyugatról, Jiaozuo északnyugatról, Xinxiang északkeletről, Kajfeng keletre, Xuchang délkeletről és Pingdingshan délnyugatról határolja.
A közelben húzódik a Xionger-hegy és a Taihang-hegy.
A város nem turisztikai látogatottságáról híres, de jó példa egy rendkívül gyorsan változó városra Kínában.

## Közigazgatás

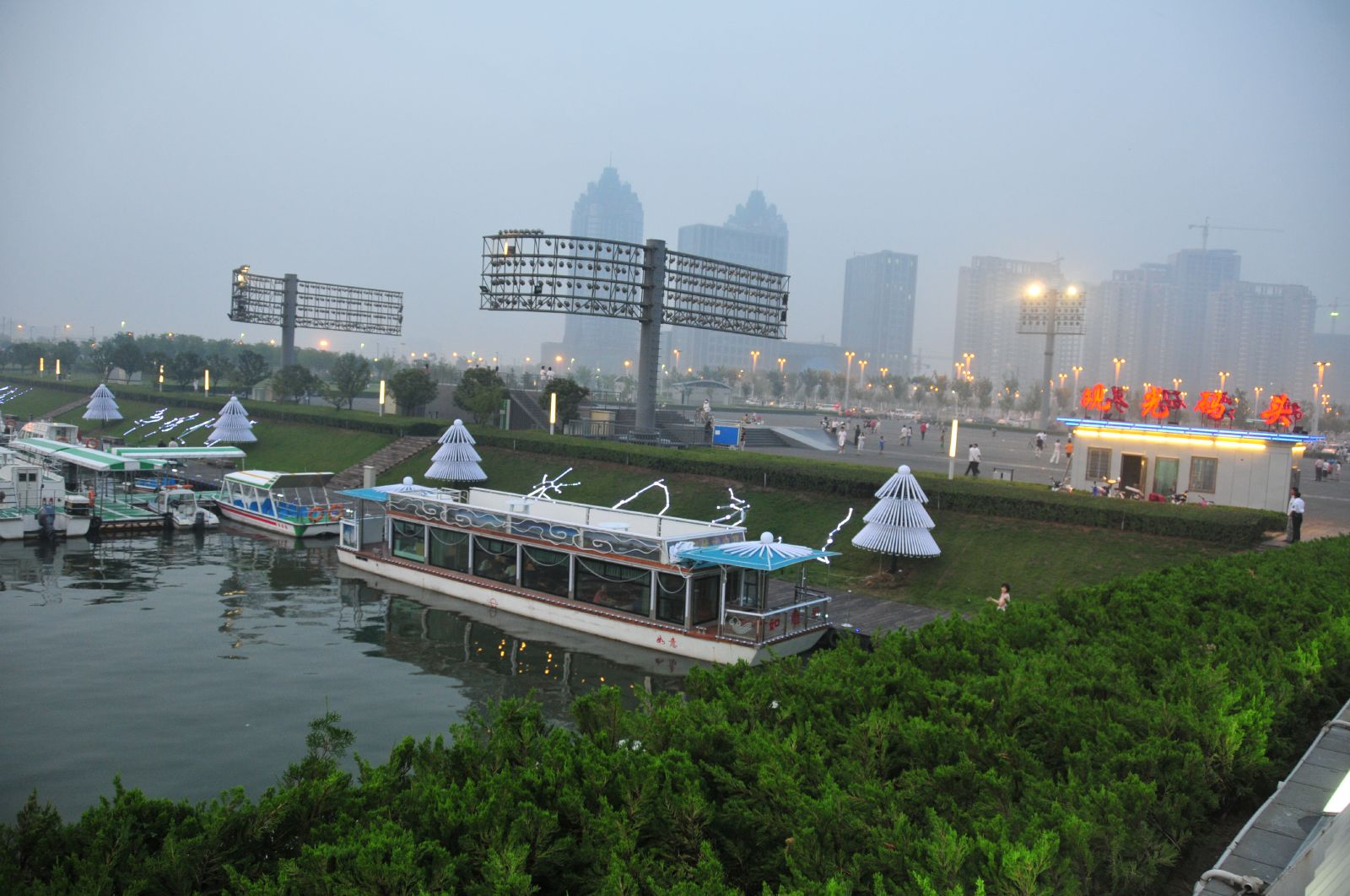
Csengcsou

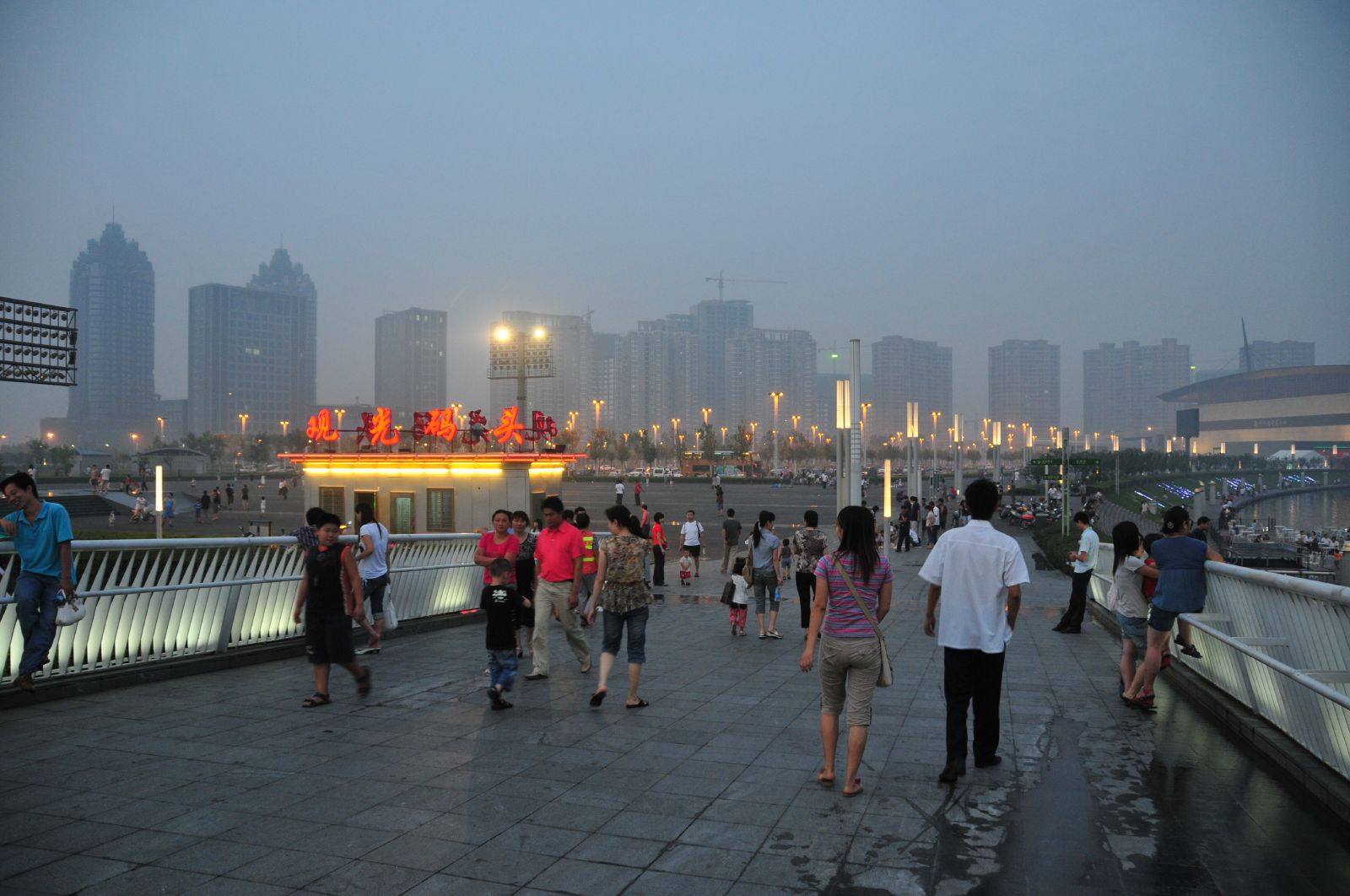
Csengcsou este

Csengcsou 12 megyei szintű területből áll: köztük 6 kerületből, 5 városból és 1 megyéből.
Kerületek:
- Zhongyuan kerület (中原区)
- Erqi kerület (二七区)
- Jinshui kerület (金水区)
- Guanzheng kerület (管城回族区)
- Huiji kerület (惠济区)
- Shangjie kerület (上街区)
- Xingyang kerület (荥阳市)
- Gongyi kerület (巩义市)
- Dengfeng kerület (登封市)
- Xinmi kerület (新密市)
- Xinzheng kerület (新郑市)

Megye:
- Zhongmu megye (中牟县)

## Közlekedés

### Helyi közlekedés
A városban metró is működik.

### Vasút
A várost érinti a Sicsiacsuang–Vuhan nagysebességű vasútvonal.

### Légi
Nemzetközi repülőtere a Csengcsou-Hszincseng nemzetközi repülőtér.

## Népesség
A település népességének változása:

| 2018 | 10 136 000 |
| 2020 | 12 600 574 |

## Híres emberek
- Po Csü-ji (772–846), Tang-dinasztia költő.
- Tu Fu (712–770), Tang-dinasztiakori költő, Gongyiban született (ma Csengcsou).
- Wei Wei (1920–2008) író.

## Testvérvárosok
- Kolozsvár,[2] Románia
- Richmond (Virginia), Amerikai Egyesült Államok
- Jinju, Dél-Korea
- Szamara, Oroszország
- Irbid, Jordánia
- Joinville, Brazília
- Sumen, Bulgária,
- Gödöllő